# Speinshart
Speinshart je obec ve vládním obvodě Horní Falc v zemském okrese Neustadtu an der Waldnaab v Bavorsku. Město je známé svým opatstvím. 

## Geografie
Speinshart se nachází v oblasti Horní Falc – sever, mezi městy Eschenbach a Neustadt am Kulm. 

### Místní části
Speinshart má 13 místních částí.
| - Barbaraberg - Dobertshof - Haselbrunn - Haselhof - Herrnmühle - Höfen - Kellerhaus | - Münchsreuth - Seitenthal - Speinshart - Süßenweiher - Tremmersdorf - Zettlitz |

## Historie
Roku 1145 založil šlechtický rod Reifenbergů, rytíř Adelvolk, jeho manželka Richenza a její dva bratři klášter Speinshart a předali jej premonstrátům. Opatství bylo zrušeno v roce 1556 během reformace v Horní Falci. Znovu osídlen byl klášter v rámci protireformace v roce 1661 z kláštera Steingaden. Během třicetileté války se Speinshart stal součástí bavorského kurfiřtství. Až do sekularizace v roce 1803 opatství tvořilo uzavřený klášterní dvůr. Po sekularizaci se klášter dostal do vlastnictví bavorského státu, sídlila v něm mimo jiné fara, škola a lesnický úřad. Administrativními reformami v Bavorsku vznikla nařízením z roku 1818 obec v současné podobě.
V roce 1921 byl rozlehlý klášterní komplex vrácen prostřednictvím mnichovského preláta Michaela Hartiga premonstrátům z kláštera v Teplé v Čechách. V roce 1923 se Speinshart znovu stal opatstvím.

### Legenda o založení kláštera
O založení kláštera Speinshartu se traduje následující příběh: „V roce 1150 se manželka hraběte Adelvolka von Reifenberg ztratila se svojí přítelkyní v bažinách v lesích. Ačkoli hledaly, nemohly najít cestu ven. Hraběnka se modlila k Bohu a slíbila, že pokud budou zachráněny, nechá postavit v místě bažin klášter. Hrabě se velmi obával o svou ženu a rozhodl se ji s pomocí svých mužů vyhledat. Když zbrojnoši po dlouhém hledání obě ženy našli, hraběnka padla do náruče svého manžela a řekla mu o svém slibu. Potom hrabě poslal svého bílého koně do lesa. Základní kámen kláštera měl být položen v místě, kde se kůň třikrát otočí. Tak se také stalo. Kůň se třikrát otočil uprostřed bažin na stejném místě, kde bloudila hraběnka. Hrabě Adelvolk nechal odvodnit močál a položil tam základní kámen kláštera.“

## Pamětihodnosti
- Klášter Speinshart s kostelem Marie Immaculaty
- Kostel svatého Petra a Pavla v Tremmersdorfu